# Дума Василь Михайлович
Василь Михайлович Дума (нар. 20 червня 1954) — російський політичний та громадський діяч, доктор економічних наук, дійсний член Академії гірничих наук.

## Біографія
Народився у Красноярському краї Російської Федерації у 1954 році. Дитинство пройшло у селі Мужилів Підгаєцького району Тернопільської області. Навчався у Підгаєцькій середній школі. Закінчив Львівський будівельний технікум та Тюменський індустріальний інститут.
Працював на Закарпатті на інженерних та керівних посадах будівельної галузі, а з 1980 до 1994 року — на підприємствах нафтогазової промисловості Росії, в місті Сургуті, де активно допомагав роботі українських організацій.
З 1994 року живе у Москві. Працював у Міністерстві палива та енергетики РФ, очолював великі російські нафтові компанії: «Урайнафтосервіс», «ЛУКОЙЛ-Транснафтопродукт», «Славнафта».
У 2000-2001 рр. В. М. Дума — голова ради директорів комерційного банку «Гранд Інвест Банк», з квітня 2001 року — віце-губернатор Костромської області, а з 2004 по 2011 рік — Член Ради Федерації Федеральних Зборів РФ.
Василь Дума — доктор економічних наук, дійсний член Академії гірничих наук, має почесні звання «Заслужений працівник Мінпаливенерго Росії» та «Заслужений нафтовик Росії».
У 2005—2009 рр. голова Ради Об'єднання українців Росії та Федеральної національно-культурної автономії «Українці Росії».
Одружений. Має двох дочок та семеро внуків.
У 2019 році українська громада Росії звернулася до президента Петра Порошенка з закликом скасувати нагородження «голови ради Об'єднання українців Росії» Василя Думи орденом «За заслуги» І ступеня.

## Нагороди
- орден «За заслуги» ІІІ ступеня (4 вересня 1999) — за багаторічну благодійну діяльність, спрямовану на збереження і розвиток української культури[5];
- орден «За заслуги» ІІ ступеня (17 серпня 2006) — за вагомий особистий внесок у зміцнення міжнародного авторитету України, популяризацію історичних та сучасних надбань українського народу, активну участь у житті закордонної української громади[6];
- орден «За заслуги» І ступеня (4 травня 2019) — за значний особистий внесок у державне будівництво, соціально-економічний, культурно-освітній розвиток України, вагомі трудові здобутки та високий професіоналізм[7];

- Грамота Верховної Ради України;
- орден Преподобного Сергія Радонежського ІІ і III ступеня;
- орден Святого благовірного князя Данила Московського II ступеня;
- Пам'ятна грамота Патріарха Московського і Всія Русі Алексія ІІ;
- орден Дружби;
- медаль «У пам'ять 850-річчя Москви»;
- медаль «За освоєння надр і розвиток нафтогазового комплексу Західного Сибіру»;